# Partido judicial de Redondela
El Partido judicial de Redondela es uno de los 45 partidos judiciales en los que se divide la Comunidad Autónoma de Galicia, siendo el partido judicial n.º 10 de la provincia de Pontevedra.
Comprende a las localidades de Fornelos de Montes, Pazos de Borbén, Redondela y Sotomayor.
La cabeza de partido y por tanto sede de las instituciones judiciales es Redondela. La dirección del partido se sitúa en la Calle de la Xunqueira de la localidad. Redondela cuenta con dos Juzgados de Primera Instancia e Instrucción.